# Уиллмотт, Эйми
Эйми Уилмотт (англ. Aimee Willmott, род. 26 февраля 1993, Мидлсбро) — британская пловчиха, призёр чемпионатов Европы. Член сборной Великобритании по плаванию. Участница летних Олимпийских игр 2012 и 2016 годов.

## Биография
Эйми проходила обучение в Нанторпской академии университета Тиссайд и окончила Университет Восточного Лондона, обучается в Университете Стерлинга. Является управляющей бизнесом под названием Willmottswimskills, где делится своими знаниями о плавании с другими спортсменами Великобритании. У Уиллмотт есть младшая сестра Хлоя, которая родилась 1 октября 1994 года, также занимающаяся плаванием. Их отец, Стюарт Уиллмотт, бывший член олимпийской сборной Великобритании. 

## Карьера
Эйми Уилмотт приняла участие в Играх Содружества 2010 года, которые состоялись в Дели. Через четыре года, в 2014 году в Глазго, на аналогичном соревновании она завоевала серебряные медали в комплексном плавание на дистанциях 200 и 400 метров. На Играх Содружества в Голд-Косте, в Австралии, в 2018 году она стала победителем в индивидуальном заплыве на 400 метров комплексным плаванием.
В 2012 году на чемпионате континента по плаванию на короткой воде в Шартре, британская пловчиха стала бронзовым призёром на дистанции 800 метров вольным стилем. Через год на аналогичном соревновании в Хернинге она праздновала бронзовый успех на дистанции 400 метров комплексным плаванием. 
Уилмотт участница летних Олимпийских игр 2012 и 2016 годов на дистанции 400 метров комплексным плаванием. На Олимпиаде в Рио-де-Жанейро в 2016 году она была участницей финального заплыва.
На чемпионате Европы по водным видам спорта, который проходил в Берлине в 2014 году, Эйми сумела завоевать серебряную медаль на дистанции 200 метров комплексным плаванием и бронзовую на дистанции 400 метров комплексным плаванием. 
Эйми является членом лондонской команды Roar, участвующей в Международной лиги плавания (ISL).
Британская спортсменка выполнила норматив на дистанции 400 метров комплексным плаванием для участия в летних Олимпийских играх в Токио.
В мае на чемпионате Европы по водным видам спорта, который состоялся в Будапеште, в Венгрии, Эйми на дистанции 400 метров комплексным плаванием завоевала серебряную медаль, проплыв в финале за 4:36,81.